# Borso d'Este (militare 1605)
Borso d'Este (Modena, 14 maggio 1605 – Castel San Giovanni, 28 dicembre 1657) è stato un militare italiano di Casa d'Este dei duchi di Modena e Reggio.

## Biografia
Borso Francesco nacque a Modena nel 1605 dal duca Cesare d'Este e da Virginia de' Medici.
Nel 1622 Borso risulta commendatario dell'Abbazia dei SS. Leonardo e Apollonio di Canossa; tre anni dopo, nel 1625 rinuncia all'abito religioso, lasciando la Badia di Pomposa e l'arcipretura di Bondeno. Borso si trasferì pertanto nei territori germanici e lì frequenterà accademie militari dell'esercito imperiale; nel 1632 Borso sarà al comando di un reggimento di fanteria nella Battaglia di Lützen in Sassonia-Anhalt, che vedrà contrapposte le truppe imperiali con l'esercito svedese di Re Gustavo II Adolfo di Svezia.

La morte del sovrano svedese sul campo di battaglia offrirà a Borso l'importante ruolo di portare la notizia alla corte del Sacro Romano Impero.
Tra il 1633 ed il 1634 Borso è impegnato nella battaglia di Nordlingen in Baviera.
Nel 1634 Borso si recherà a Praga per sfidare a duello Albrecht von Wallenstein. Il duello probabilmente generato da un'accusa di fellonia. Nel 1640 Borso viene richiamato nei territori estensi dal duca Francesco I d'Este per combattere contro le truppe spagnole, mossesi e discese dal Ducato di Milano.
Il 20 aprile 1641 Borso acquistò il Palazzo Ducale di Rivalta a Reggio Emilia; tra il 1641 ed il 1644 il Palazzo verrà ristrutturato ed ampliato..
Borso si innamorerà della nipote Ippolita, figlia illegittima (in seguito legittimata) del fratello Luigi. Le trattative matrimoniali causarono non poco scandalo alla corte estense, sia per il fatto che Borso era lo zio di Ipollita, sia per il fatto che questa, essendo figlia illegittima, non era sufficientemente di rango per contrarre un matrimonio dinastico con un principe estense. Borso tuttavia fu fermo nell'intendimento e il fratello Luigi agevolò le intenzioni del fratello.
Il 24 aprile 1647 il duca Francesco I d'Este legittimò Ippolita, creandola principessa di Casa d'Este. Papa Innocenzo X con apposita bolla concederà la "Dispensa della parentela", per superare gli impedimenti formali, dovuti alla parentela dei futuri sposi. Borso ed Ippolita si sposeranno nella Chiesa della Natività della Beata Vergine Maria di Scandiano.
Nel 1647 Borso acquisterà metà del feudo di Scandiano.
Tra il 1647 ed il 1657 Borso ed Ippolita soggiorneranno quasi sempre nella delizia estense del Palazzo Ducale di Rivalta a Reggio Emilia.
Morì nel 1657 a Castel San Giovanni, durante l'assedio estense ad Alessandria.
Borso ed Ippolita generarono la breve linea del ramo cadetto degli Este di Scandiano.

## Discendenza
Sposò nel 1647 Ippolita d'Este; figlia illegittima (legittimata nel 1647) di Luigi I d'Este e di una donna rimasta sconosciuta. Dal matrimonio nacquero cinque figli:
- Luigi (1648-1698);
- Foresto Francesco (1652-1725);
- Cesare Ignazio (1653-1713);
- Giulia Teresa (21 maggio 1654-in tenera età);[8]
- Angela Maria Caterina (1656-1722).

## Ascendenza
|                     |                           |                                | Genitori                  |  |  | Nonni |  |  | Bisnonni         |  |  | Trisnonni       |  |
|                     |                           |                                |                           |  |  |       |  |  | Alfonso I d'Este |  |  | Ercole I d'Este |  |
|                     |                           |                                |                           |  |  |       |  |  | Alfonso I d'Este |  |  | Ercole I d'Este |  |
|                     |                           | Eleonora d'Aragona             |                           |  |  |       |  |  | Alfonso I d'Este |  |  |                 |  |
| Alfonso d'Este      |                           |                                |                           |  |  |       |  |  | Alfonso I d'Este |  |  |                 |  |
|                     |                           | Laura Dianti                   | Francesco Boccacci Dianti |  |  |       |  |  |                  |  |  |                 |  |
|                     |                           | Laura Dianti                   | Francesco Boccacci Dianti |  |  |       |  |  |                  |  |  |                 |  |
|                     |                           | Laura Dianti                   | …                         |  |  |       |  |  |                  |  |  |                 |  |
| Cesare d'Este       |                           | Laura Dianti                   |                           |  |  |       |  |  |                  |  |  |                 |  |
|                     |                           | Francesco Maria I Della Rovere | Giovanni Della Rovere     |  |  |       |  |  |                  |  |  |                 |  |
|                     |                           | Francesco Maria I Della Rovere | Giovanni Della Rovere     |  |  |       |  |  |                  |  |  |                 |  |
|                     |                           | Francesco Maria I Della Rovere | Giovanna da Montefeltro   |  |  |       |  |  |                  |  |  |                 |  |
| Giulia Della Rovere |                           | Francesco Maria I Della Rovere |                           |  |  |       |  |  |                  |  |  |                 |  |
|                     |                           | Eleonora Gonzaga Della Rovere  | Francesco II Gonzaga      |  |  |       |  |  |                  |  |  |                 |  |
|                     |                           | Eleonora Gonzaga Della Rovere  | Francesco II Gonzaga      |  |  |       |  |  |                  |  |  |                 |  |
|                     |                           | Eleonora Gonzaga Della Rovere  | Isabella d'Este           |  |  |       |  |  |                  |  |  |                 |  |
| Borso d'Este        |                           | Eleonora Gonzaga Della Rovere  |                           |  |  |       |  |  |                  |  |  |                 |  |
|                     | Giovanni dalle Bande Nere | Giovanni il Popolano           |                           |  |  |       |  |  |                  |  |  |                 |  |
|                     | Giovanni dalle Bande Nere | Giovanni il Popolano           |                           |  |  |       |  |  |                  |  |  |                 |  |
|                     | Giovanni dalle Bande Nere | Caterina Sforza                |                           |  |  |       |  |  |                  |  |  |                 |  |
| Cosimo I de' Medici | Giovanni dalle Bande Nere |                                |                           |  |  |       |  |  |                  |  |  |                 |  |
|                     |                           | Maria Salviati                 | Jacopo Salviati           |  |  |       |  |  |                  |  |  |                 |  |
|                     |                           | Maria Salviati                 | Jacopo Salviati           |  |  |       |  |  |                  |  |  |                 |  |
|                     |                           | Maria Salviati                 | Lucrezia de' Medici       |  |  |       |  |  |                  |  |  |                 |  |
| Virginia de' Medici |                           | Maria Salviati                 |                           |  |  |       |  |  |                  |  |  |                 |  |
|                     |                           | Antonio Martelli               | Domenico Martelli         |  |  |       |  |  |                  |  |  |                 |  |
|                     |                           | Antonio Martelli               | Domenico Martelli         |  |  |       |  |  |                  |  |  |                 |  |
|                     |                           | Antonio Martelli               | Fioretta Pitti            |  |  |       |  |  |                  |  |  |                 |  |
| Camilla Martelli    |                           | Antonio Martelli               |                           |  |  |       |  |  |                  |  |  |                 |  |
|                     |                           | Fiammetta Soderini             | Niccolò Soderini          |  |  |       |  |  |                  |  |  |                 |  |
|                     |                           | Fiammetta Soderini             | Niccolò Soderini          |  |  |       |  |  |                  |  |  |                 |  |
|                     |                           | Fiammetta Soderini             | Maddalena Ricasoli        |  |  |       |  |  |                  |  |  |                 |  |
|                     |                           | Fiammetta Soderini             |                           |  |  |       |  |  |                  |  |  |                 |  |